# 牧野陽子
牧野 陽子（まきの ようこ、1953年9月21日 - ）は、日本の比較文学者、成城大学名誉教授。専門はラフカディオ・ハーン。
父は通産官僚・元労働大臣の牧野隆守。夫は財務官僚・元国税庁長官の牧野治郎。

## 経歴
東京都に生まれる。父の仕事の関係で幼少年期のうち8年間をアメリカ合衆国（ニューヨーク）と西ドイツ（ボン）で暮らす。
1972年東京教育大学附属高等学校卒業。1976年東京大学教養学部教養学科イギリス科卒業。1978年東京大学大学院人文科学研究科比較文学比較文化専門課程修士課程修了。1982年同博士課程満期退学。成城大学経済学部専任講師、助教授を経て教授。
2012年に「〈時〉をつなぐ言葉－ラフカディオ・ハーンの再話文学」で東京大学より博士（学術）の学位を取得。同著で島田謹二学芸賞、角川源義賞を受賞。

## 著作
- 『ラフカディオ・ハーン 異文化体験の果てに』 中央公論社〈中公新書〉1992
- 『〈時〉をつなぐ言葉 ラフカディオ・ハーンの再話文学』 新曜社 2011
- 『ラフカディオ・ハーンと日本の近代　日本人の〈心〉をみつめて』新曜社 2020

以下は編著
- 『講座 小泉八雲』全2巻、平川祐弘共編、新曜社 2009
  - 『1 ハーンの人と周辺』、『2 ハーンの文学世界』
- 『神道とは何か　小泉八雲のみた神の国』平川祐弘共著、錦正社 2018。日・英語の対訳本

## 家族・親族
- 牧野隆守（父） 通産官僚、衆議院議員、元労働大臣
- 牧野治郎（夫） 財務官僚、元国税庁長官

## 参考
- 成城大学 経済学部
- 成城大学